# 高山昇
高山 昇（たかやま のぼる、元治元年1月28日〈1864年3月6日〉 - 1950年〈昭和25年〉10月20日）は、日本の神職。官幣大社稲荷神社（現・伏見稲荷大社）外の元宮司。

## 経歴
元治元年（1864年）、群馬県吾妻郡原町で高山茂樹（大宮巌鼓神社の神職）の長男として出生。1886年（明治19年）に皇典講究所師範科を卒業。1890年（明治23年）、長崎県皇典講究所分所教授となる。この傍らでキリスト教実情研究や西海神職連合会との交流を行ない、長崎諏訪神社宮司の立花照夫など盟友を得る。また、筥崎宮宮司の葦津磯夫に師事し神祇官興復運動の一翼を担う。
1893年（明治26年）に帰郷し、有志と共に敬神愛国教育を理念とする私学校を創設。1895年（明治28年）、静岡県大宮（現・富士宮市）鎮座の国幣中社・浅間神社（現・富士山本宮浅間大社）宮司に就任。懸案であった富士山頂奥宮の境内地を八合目以上と認定した（戦後の富士山境内地訴訟においても、この時の認定理論が確固たるものになった）。翌年、浅間神社が官幣大社に昇格。
1896年（明治29年）、父・茂樹の逝去に伴い累代の大宮巌鼓神社外、地域神社を兼務奉仕。1899年（明治32年）、宮城県塩竈市の国幣中社・鹽竈神社（現・志波彦神社・鹽竈神社）の宮司となる。1900年（明治33年）、伊勢の神宮に新設された神部署の初代署長に就任。1902年（明治35年）の國學院大學炎上に際しては、佐々木高行の特命を受けて皇典講究所幹事として復興事業を推進し、普通神職養成所実現に貢献した。
1914年（大正3年）、広島県の官幣中社・厳島神社の宮司に就任し、千畳閣の修復工事、平家納経の複本作成など文化事業を推進した。在任中に勅任待遇となる。1924年（大正13年）に官幣大社・稲荷神社（現・伏見稲荷大社）の宮司となり、稲荷信仰の浄化と宣揚につとめて稲荷山に禊道場清明舎を建設。神宮皇學館、國學院大學学生の内、神道学究者を対象として稲荷神社奨学資金の設定などを行ない後進の育成に力をつくした。さらに講社組織を整備し附属稲荷講社を設立した。また、稲荷大神の東京分祠を目指し、東京都西東京市に東伏見稲荷神社が1929年（昭和4年）に皇城鎮護の守護神として創建された。この計画には京都の本社の全面的支援と、葦津耕次郎、今泉定助ら有志が賛同した。
1936年（昭和11年）に稲荷神社宮司を退任し、後任宮司鈴木松太郎より附属稲荷講社顧問を委嘱される。稲荷神社在任中は内務省神社制度調査会特別委員等も兼務している。同年皇典講究所専務理事に当選。礼典課長事務取扱を兼務。1937年（昭和12年）に退任した。
その後も稲荷大神の神徳宣揚に心を寄せ、1937年（昭和12年）、神奈川県藤沢市鵠沼に高松宮家より払い下げとなった御不用建物を移築再建し附属稲荷講社鵠沼支部（初代支部長は一木与十郎）を設置し禊錬成道場を建設。
晩年は神奈川県藤沢市鵠沼海岸に隠棲。1943年（昭和18年）5月12日には地域住民の要望も受けて鵠沼伏見稲荷神社を創建した。この神社は官幣大社稲荷神社の御分霊を勧請し鎮祭され、藤沢駅に御着された御霊代は供奉の行列が組まれ約一時間を渡御し現在地に鎮座された。しかし、当時は神祇院官制下で戦時中であったことから藤沢市鵠沼字中井にあった稲荷社を移転新築という形式をとり創建された。
この後、祭神との縁もあり乃木神社社司を兼務。神社局参与、神祇院参与、大日本神祇会顧問を歴任。終戦に際しては神社本庁創設に向け活動中の葦津珍彦らの動きを後見。1945年（昭和20年）に乃木神社社司を退任し神社本庁顧問となる。
1950年（昭和25年）10月20日、鵠沼海岸にて帰幽。87歳。大宮巌鼓神社近くの先祖累代の墓所に葬られた。

## 評伝文献
- 葦津珍彦『一神道人の生涯：高山昇先生を回想して』東伏見稲荷神社、平成4年（1992年、非売品）

## 栄典
- 1940年（昭和15年）8月15日 - 紀元二千六百年祝典記念章[5]